# HD166808
HD166808 — хімічно пекулярна зоря спектрального класу A2, що має видиму зоряну величину в смузі V приблизно  9,2.
Вона  розташована на відстані близько 593,0 світлових років від Сонця.

## Пекулярний хімічний склад
Зоряна атмосфера HD166808 має підвищений вміст 
Cr
.